# کلاب مد ۲
کلاب مد ۲ (به انگلیسی: Club Med 2) یک کشتی است که طول آن ۱۹۴ متر (۶۳۶ فوت) و ارتفاع آن ۸۰ متر (۲۶۲ فوت) می‌باشد. این کشتی در سال ۱۹۹۶ ساخته شد.